# آزاتاموت
آزاتاموت (بالإنجليزية: Azatamut)‏ هي municipality of Armenia تقع في أرمينيا في محافظة تاووش. يقدر عدد سكانها بـ 2,009 نسمة .